# Paris Bordone

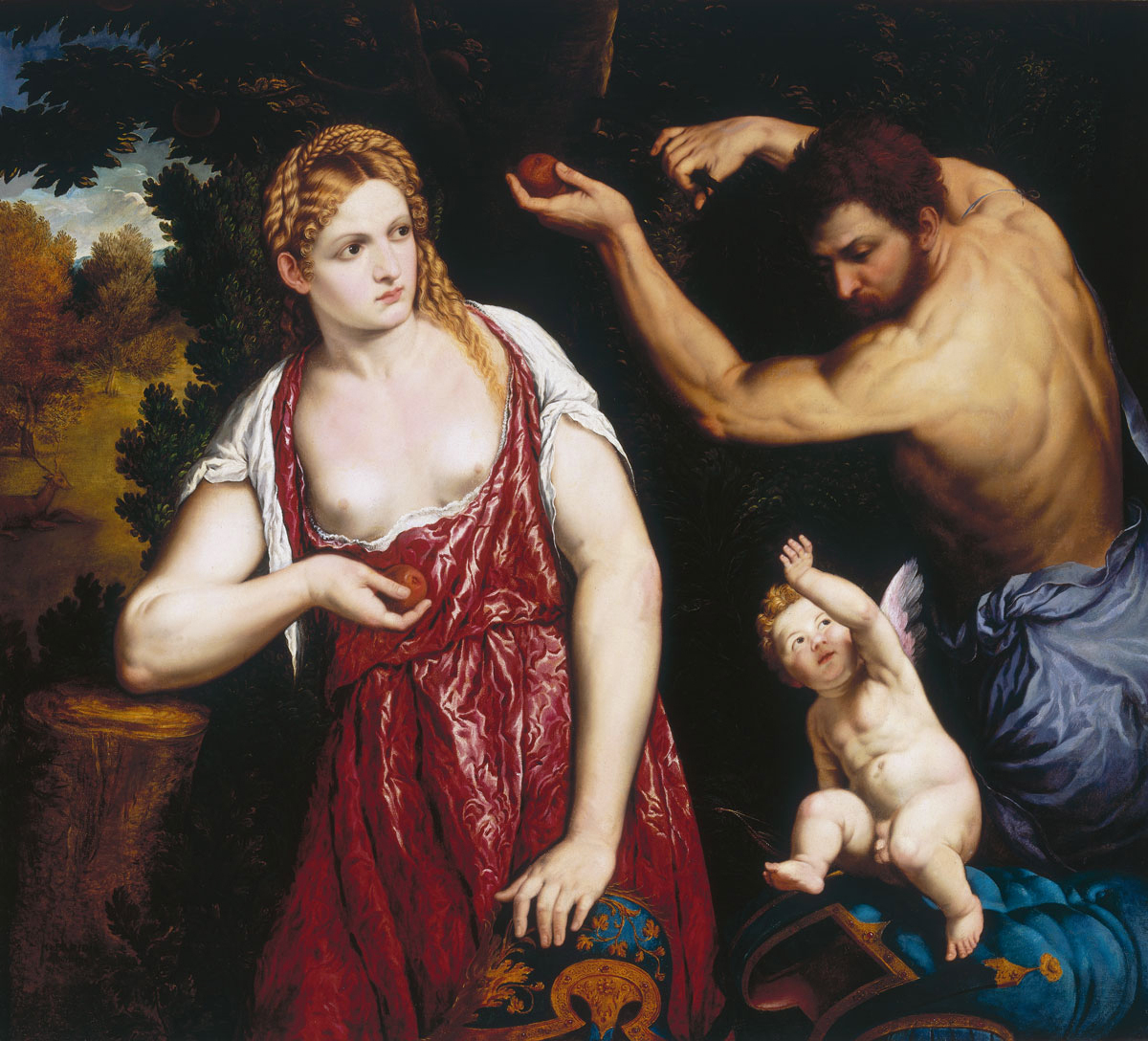
Venus, Marte y Cupido (1560), Galería Doria-Pamphili, Roma

Paris Bordon o Paris Paschalinus Bordone (Treviso; 5 de julio de 1500 - Venecia; 19 de enero de 1570) fue un pintor manierista italiano, discípulo de Tiziano y que mantuvo en su obra un fina línea entre la complejidad manierista y el vigor provinciano. 

## Biografía
Paris Bordone nació en Treviso, pero se trasladó a Venecia en su adolescencia, en la etapa conocida como Renacimiento veneciano. Junto a su hermano Bonifazio entró en el taller de Tiziano en 1509, aunque su aprendizaje allí fue breve y no mostró talento superior a su maestro para la pintura, según Vasari. Únicamente se dedicó a copiar al extremo el estilo de Giorgione. Gracias a Vasari, que probablemente conoció a Bordone con posterioridad, conocemos casi todos los hechos de la vida de Bordone, ya que la investigación posterior no ha añadido mucho más al conocimiento de la vida del pintor.
En la década de 1520, encontramos trabajos de Bordone como la Sagrada Familia en Florencia, la Sacra Conversazione con donante (Museo Hunterian de Glasgow) y la Sagrada Familia con Santa Catalina (enlace roto disponible en Internet Archive; véase el historial, la primera versión y la última). (Museo del Ermitage, San Petersburgo). El lienzo San Ambrosio con un donante (1523) se encuentra en la Pinacoteca de Brera de Milán. Entre 1525 y 1526, Bordone pintó para el altar mayor de la iglesia de San Agustín en Crema una Madonna con San Cristóbal y San Jorge (actualmente en la colección del Palacio Tadini en Lovere). Una segunda pieza para altar con el Pentecostés se expone también en la Pinacoteca de Breda.
Entre 1534 y 1535, Bordone pintó un cuadro de grandes dimensiones para el altar mayor de la Scuola di San Marco titulado El pescador devuelve el anillo al dux, en la actualidad expuesto en la Galería de la Academia de Venecia. Sin embargo, cuando es comparada con las obras de sus contemporáneos, como por ejemplo, la Presentación de la Virgen en el Templo de Tiziano, a la que se asemeja por su estructura similar, comienzan a apreciarse las limitaciones del pintor. Utiliza una perspectiva superior que produce un efecto empequeñecedor de las distancias y su paleta de colores es más limitada que el cromatismo brillante de Tiziano.
Bordone se especializó en obras de tamaño más pequeño, a menudo figuras de medio cuerpo, con semidesnudos siguiendo una temática mitológica o religiosa, y con una característica interacción muscular a pesar del abigarrado espacio.
A pesar de lo dicho, Paris Bordone siguió realizando muchos murales pintados en Venecia, Treviso o Vicenza, aunque todos en la actualidad destruidos. En 1538, fue invitado por el rey Francisco I de Francia, para cuya corte pintó muchos retratos, ninguno de los cuales se conservan en las colecciones francesas, ya que las dos pinturas del autor en el Museo del Louvre son adquisiciones posteriores. En su viaje de regreso a Italia también trabajó en el palacio Fugger en Augsburgo. En los años 1542 y 1543, tras su viaje por Baviera, decoró las paredes de la iglesia de San Simón y San Judas Tadeo, en Vallada Agordina, con un magnífico ciclo de frescos.
La obra de Bordone tiene un mérito desigual, debido a que usualmente repetía posturas e incluso ciertos tejidos; el vestido de Venus en el cuadro del Palazzo Doria-Pamphili de Roma se repite en la mujer anónima del Museo Thyssen-Bornemisza. Pero no se puede negar que tenía cierta nobleza de estilo, una excelente armonía cromática derivada de Tiziano y una concepción realista de la figura humana y de la dignificación de la personalidad de sus retratados.
En 1900, el comité del IV Centenario de Paris Bordone en Treviso, publicó Della Vita e delle Opere di Paris Bordone de L. Barb y G. Biscaros y la Nuova Antologia (16 de noviembre de 1900) por P. G. Molmenti.

## Galería de obras

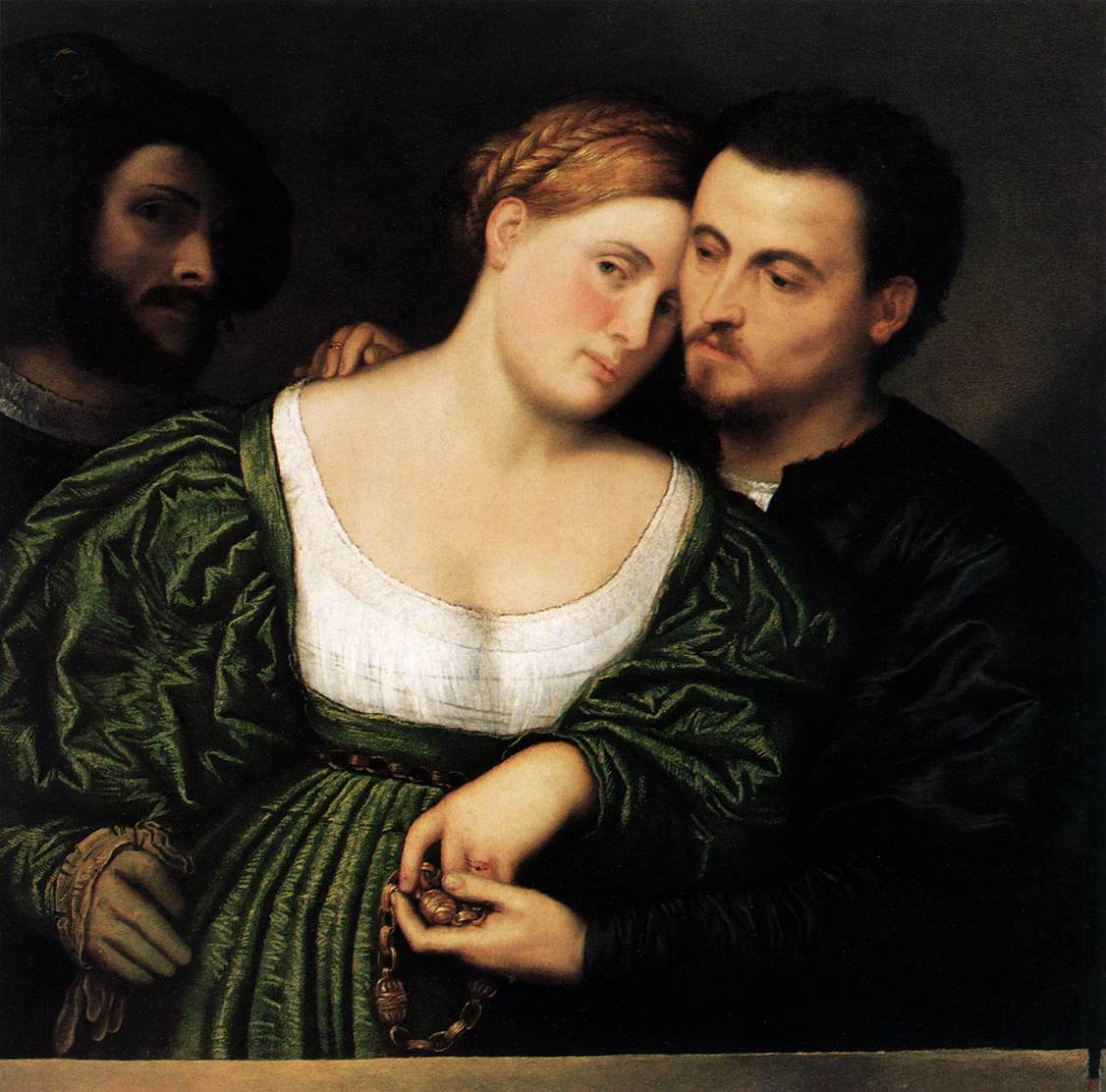
Los amantes venecianos - Óleo sobre lienzo, 95 x 80 cm, Pinacoteca de Brera (Milán).
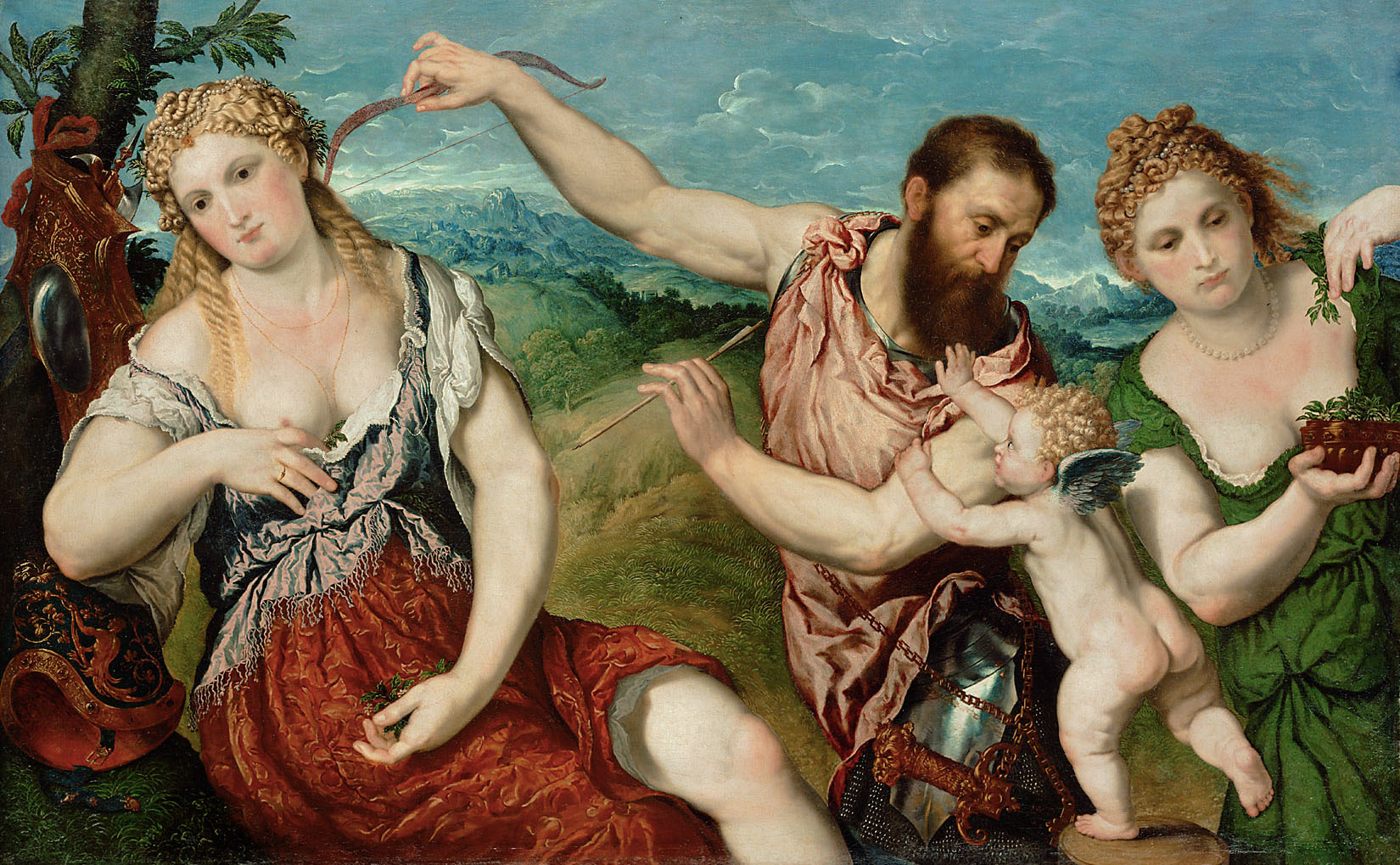
Alegoría - Óleo sobre lienzo, Kunsthistorisches Museum (Viena).
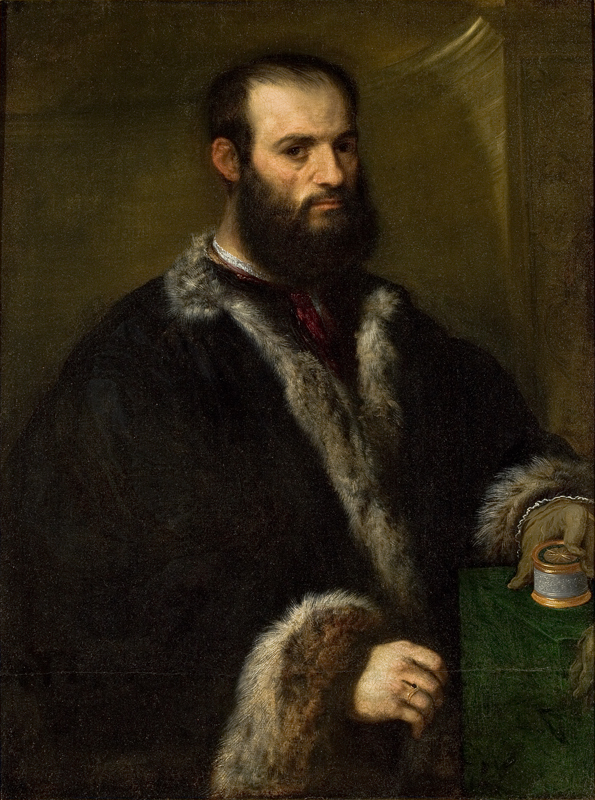
Retrato de Alvise Contarini - Óleo sobre lienzo, 94 x 70 cm, Museo de Arte de São Paulo (São Paulo).
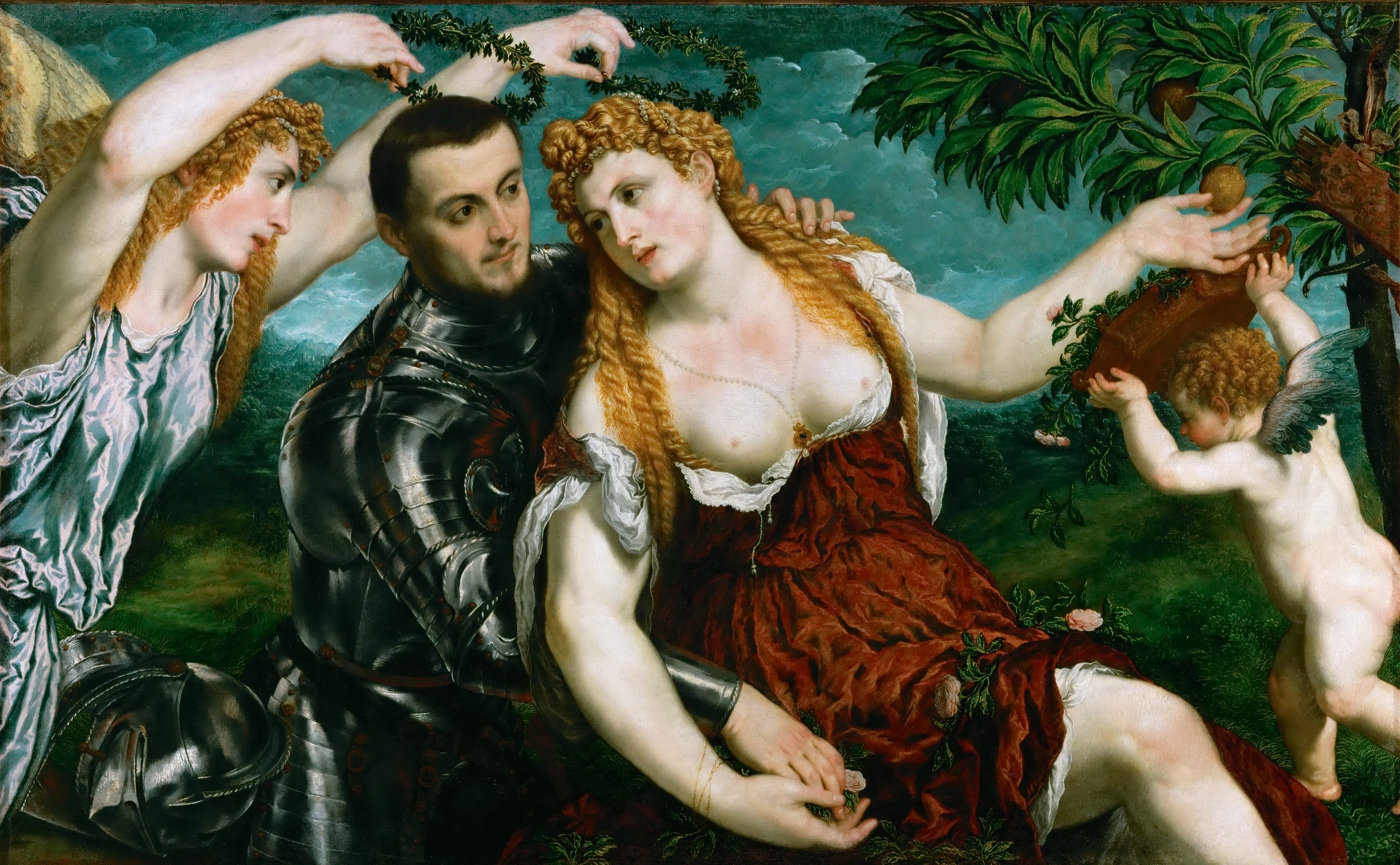
Alegoría con Marte, Venus y Cupido - Óleo sobre lienzo, 111,5 x 174,5 cm, Kunsthistorisches Museum (Viena).
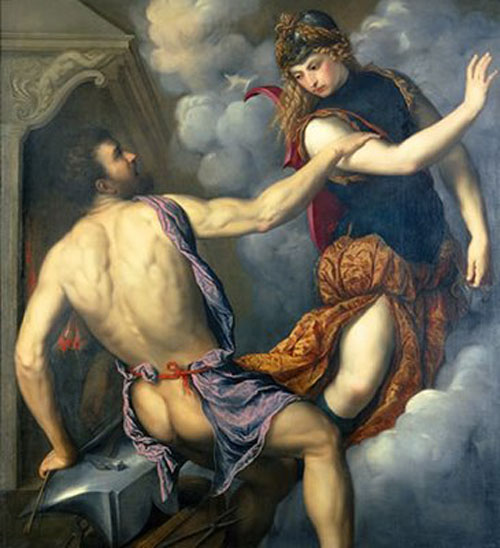
Atenea despreciando a Hefesto - Óleo sobre lienzo, Colección privada